# جاناتان دیوید
جاناتان دیوید (انگلیسی: Jonathan David؛ زادهٔ ۱۴ ژانویهٔ ۲۰۰۰) بازیکن فوتبال اهل کانادا است که برای باشگاه فوتبال یوونتوس و تیم ملی کانادا بازی می‌کند.
از باشگاه‌هایی که در آن بازی کرده‌است، می‌توان به باشگاه فوتبال خنت اشاره کرد.
وی همچنین در تیم ملی فوتبال تیم ملی فوتبال کانادا بازی کرده‌است.

## سبک بازی
جاناتان دیوید، مهاجمی گل‌زن است؛ اما بیش از گل‌زن بودن، او یک مهاجم ۹ کامل است. این ستاره‌ی کانادایی نقشی بسزا در پرس تیم‌های‌ش اجرا می‌کند و خارج از وظیفه‌ی گل‌زنی‌اش می‌تواند هم‌تیمی‌های‌ش را نیز در موقعیت مناسبی قرار دهد.